# Starfuckers
Starfuckers var en dansk musikgruppe bestående af Ole Frø, Kim Larsen, Thomas Grue, Stig Møller, Jess Stæhr, Ken Gudman. De indspillede livealbummet Vogt Dem for efterligninger (1978) i Ryslinge Kro og på Multimusik Festivalen i Silkeborg.

## Diskografi
- 1978 Vogt Dem for efterligninger (live)